# Kuopio (Provinz)

Karte der ehemaligen Provinz Kuopio

Die Provinz Kuopio (finnisch Kuopion lääni, schwedisch Kuopio län) ist eine ehemalige Provinz (lääni) in Finnland. Sie bestand bis 1997 und hatte Kuopio als Hauptstadt. Das Gebiet der Provinz Kuopio war zuletzt deckungsgleich mit der heutigen Landschaft Nordsavo exklusive dem Gebiet der ehemaligen Gemeinde Kangaslampi, das erst 2005 durch ihre Eingemeindung in Varkaus zu Nordsavo kam.
Die Provinz Kuopio geht auf die 1775 auf Befehl des schwedischen Königs Gustav III. gegründete Provinz Savo-Karelien zurück. Diese umfasste in etwa die heutigen Landschaften Nordsavo und Nordkarelien sowie den Nordteil von Südsavo. Durch die Provinzreform von 1831 wurde die Provinz Savo-Karelien in Provinz Kuopio umbenannt, zugleich kam das heutige Südsavo an die neu gegründete Provinz Mikkeli. 1944 wurden nach dem Fortsetzungskrieg einige östliche Teile der Provinz Kuopio an die Sowjetunion abgetreten. 1960 wurde die neue Provinz Nordkarelien aus dem Ostteil der Provinz Kuopio gelöst, zugleich schlossen sich die Gemeinden Hankasalmi und Konnevesi der ebenfalls neu gegründeten Provinz Mittelfinnland an. Durch die Provinzreform von 1997 wurde die Provinz Kuopio zusammen mit der Provinz Nordkarelien und dem größten Teil der Provinz Mikkeli zur neuen Provinz Ostfinnland zusammengeschlossen.